# يوسف صموئيل
يوسف صموئيل (بالإنجليزية: Yosef Samuel)‏ (3 يوليو 1997 بأتلانتا في الولايات المتحدة - ) هو لاعب كرة قدم أمريكي في مركز الوسط.

## وصلات خارجية
- يوسف صموئيل على موقع قاعدة بيانات كرة القدم.إي يو (الإنجليزية)
- يوسف صموئيل على موقع Soccerway.com (الإنجليزية)